# Southern Lagoon (sjö)
Southern Lagoon är en sjö i Belize. Den ligger i distriktet Belize, i den nordöstra delen av landet, 50 km nordost om huvudstaden Belmopan.